# Marquesasmonark
Marquesasmonark (Pomarea mendozae) är en fågel i familjen monarker inom ordningen tättingar.

## Utseende och läte
Marquesasmonarken är en 17 cm lång färglös flugsnapparliknande fågel. Hanen är helsvart med mörkt öga, ljusblå näbb och mörka ben. Honan har svart huvud, vit kropp och vit stjärt. Undertill syns skärbeige anstrykning och på de svarta vingarna breda vita fjäderkanter. Ungfågeln har orangebeige huvud med vitaktig tygeln och vitt i en ring runt ögat. Manteln är brum, liksom vingarna med orangebeige vingband. På undersidan har den orange anstrykning på bröst och flanker och vitaktig buk. Bland lätena hörs raspiga "sherkee-six" eller "tchioui-tchioui" och klara visslande "sooweet".

## Utbredning och systematik
Fågeln förekommer i centrala Marquesasöarna. Den delas in i två underarter med följande utbredning:
- Pomarea mendozae mendozae – nominatformen förekom tidigare på öarna Hiva Oa och Tahuata men är numera utdöd
- Pomarea mendozae mendozae – förekommer på Motane

## Levnadssätt
Arten påträffas framför allt i torr skog med Pisonia grandis, Cordia subcordata och Thespesia populnea, men även i stånd med Sapindus saponaria och Hibiscus tiliaceus. Adulta fåglar verkar föredra områden med tät och lummig vegetation medan ungfåglarna hellre rör sig i torrare buskmarker med Jossinia reinwardtiana och Cordia lutea. Ursprungligen tros marquesasmonarken ha förekommit i låglänt skog, men eftersom den i stort sett är avverkad hittas den numera först från 140 meters höjd och uppåt.
Marquesasmonarkens föda består huvudsakligen av insekter. Den födosöker aktivt på alla nivåer i skogen, men verkar föredra solbelysta områden bland döda löv. Arten tros häcka året runt. Boet placeras fyra till 20 meter upp på solsidan av ett träd. Däri lägger den ett till två vita ägg.

## Status
Marquesasmonarken är en mycket fåtalig fågel med ett världsbestånd på endast mellan 220 och 330 vuxna individer. Den återfinns numera bara på en enda ö, där beståndet tros vara stabilt. Påtagliga hot finns dock från habitatdegradering av får samt predation från katter och svartråtta. IUCN kategoriserar arten som starkt hotad.

## Namn
Fågelns vetenskapliga artnamn mendozae kommer av Mendozaöarna, ett äldre namn på Marquesasöarna.